# دراسات التواصل
دراسات الاتصال أو علوم التواصل هي مجال أكاديمي يهتم بعمليات التواصل الإنساني. والتواصل ثلاثة أنواع: اللفظي، وهو الاستماع إلى الشخص لفهم الرسالة؛ والكتابي وهو قراءة الرسالة؛ وغير اللفظي وهو ملاحظة الشخص و‌ استنباط المعنى.  الأتصال يعرف على انه إعطاء أو تلقي أو تبادل الأفكار أو المعلومات أو الاشارات أو الرسائل من خلال وسائل الاعلام المناسبة، مما تخول الافراد أو المجموعات للبحث عن المعلومات وإعطاء المعلومات أو التعبير عن المشاعر بشكل فعال. دراسات الاتصال هي علم اجتماعي يستخدم طرق مختلفة للتحقق التجريبي والتحليل النقدي لتطوير المعرفة ويشمل مجموعة من المواضيع، المحادثة وجها لوجه على مستوئ الوكالة الفردية والتفاعل في برامج التواصل الاجتماعي والثقافي على المستوئ الكلي.
يركز الباحثون على الاتصال العلمي في المقام الأول على تحسين الفهم النظري للتواصل، واختبار الاحصائيات للمساعدة على إثبات الادعاءات. ولقد تم توسيع نطاق الاساليب العلمية الاجتماعية لدراسة الاتصال.
وأعتمد باحثون الاتصال على مجموعة متنوعة من التقنيات النوعية والكمية. التغيرات اللغوية والثقافية في منتصف القرن العشرين ادت لزيادة المناهج التفسيرية والفلسفية تجاه تحليل الاتصال. على عكس ذلك في نهاية التسعينيات وبداية العقد الأول من القرن الحادي والعشرين ارتفاع في تقنيات جديدة وهي التحليلية ورياضية والحسابية.
كمجال للدراسة فإن الاتصال يطبق في الصحافة والأعمال ووسائل الأعلام والعلاقات العامة والتسويق والأخبار والتلفزيون والتواصل بين الاشخاص وبين الثقافات والتعليم ومابعدها.
كبقية المجالات في الأنشطة الإنسانية دراسات الاتصال تتأثر بالتفاعل بين هيكل التواصل الاجتماعي. دراسة الاتصال توسعت بشكل تدريجي لتركيز في نطاقات اخرئ مثل الصحة والطب والأقتصاد والمؤسسات العسكرية والانترنت ورأس المال الاجتماعي ودورها في النشاط التواصلي لتطوير المعرفة العلمية.

## التاريخ

### الأصول
الأتصال هو سلوك بشري طبيعي أصبح الآن موضوعا للدراسة في القرن العشرين. عندما انتهت الحرب العالمية الاولى ازداد الاهتمام بدراسة الاتصال وبعد الحرب العالمية الأولى تم الاعتراف بدراسة العلوم الاجتماعية.
قبل تأسيس دراسة الاتصال على انها منشأة خاصة تم تشكيلها من ثلاث تخصصات دراسية مختلفة وهي علم النفس وعلم الاجتماع والعلوم السياسية. يركز دراسة الاتصال على التواصل كعنصر اساسي للتجربة الإنسانية وتتضمن فهم تصرفات الناس في إنشاء الرسائل وتبادلها وتفسيرها.

### أسس الانضباط الاكاديمي
عمل الرواد الأوائل بعد الحرب العالمية الثانية على وضع الطابع المؤسسي على دراسات الاتصال في التعليم العالي والبحث في الولايات المتحدة الئ جامعة كولومبيا وجامعة شيكاغو وجامعة إلينو اوربانا شامبين.
يعتبر ويلبر شرام مؤسس مجال دراسات الاتصال في الولايات المتحدة، ويعتبر شخصية مؤثرة بشكل كبير في تأسيس الاتصالات كمجال للدراسة وفي تشكيل اقسام دراسات الاتصال عبر جامعات الولايات المتحدة، كان أول من عرف عن نفسه على انه عالم اتصالات، أنشأ أول برامج منح دراسية بدرجة اكاديمية مع التواصل بأسمهم، قام بتدريب الجيل الأول من علماء الاتصال. لدى شرام خلفية في الادب الإنجليزي وقام بتطوير دراسات الاتصال جزئيا عن طريق دمج البرامج الموجودة في خطاب الاتصالات والبلاغة والصحافة.
أنشأ شرام معاهد مهمة للأتصال وهي: معهد أبحاث الاتصالات ومعهد الشرق والغرب للأتصالات.
أنماط العمل الأكاديمي في دراسات الاتصال لازالت مستمرة في المعاهد إلى يومنا هذا. العديد من طلاب شرام واصلو بتقديم مساهمات خاصة بهم.

## المواضيع
شملت دراسات الاتصال جوانب منها العلوم الاجتماعية والعلوم الانسانية. كعلم اجتماعي يتدخل هذا التخصص مع علم الاجتماع وعلم النفس والأنثروبولوجيا والبيولوجيا والعلوم السياسية والاقتصاد والسياسة العامة. من جانب العلوم الإنسانية فإن التواصل يهتم بالبلاغة والإقناع.
مناهج العلوم الإنسانية تتداخل في التواصل مع التاريخ والفلسفة واللغة الإنجليزية والدراسات الثقافية.
تهتم أبحاث الاتصال بإبلاغ السياسين وصانعي السياسيات والمعلمين وغيرهم من الاشخاص المهتمين بحل قضايا الاتصال بشكل عام.